# Blackdance
Blackdance – trzeci album studyjny Klausa Schulzego, wydany w czerwcu 1974 roku w Niemczech nakładem wytwórni Brain i Metronome. Wielokrotnie wznawiany, w tym 27 kwietnia 2007 roku nakładem Revisited Records jako CD z 2 dodatkowymi utworami.

## Album
Blackdance to 3. album Klausa Schulzego. Do jego nagrania muzyk użył instrumentów akustycznych (12-strunowej gitary, kong i tabli), zaangażował też klasycznie wyszkolonego śpiewaka operowego, który wystąpił w najdłuższym utworze na albumie, trwającym 23 minuty „Voices Of Syn” „mrucząc” różne arie na tle syntezatorów i organów. Po zakończeniu nagrania Schulze nie był zadowolony z ostatecznego efektu: gdy tylko skończyłem „Blackdance”, nie uważałem już, że jest tak wspaniale z gitarą, kongami i tablami; brzmiało to dla mnie zbyt folklorystycznie”. Był natomiast zadowolony z faktu, że Blackdance był jego pierwszym albumem wydanym w Anglii pod szyldem Virgin, ponieważ szef wytwórni Banson już wcześniej zaangażował Tangerine Dream i postanowił mieć także Schulzego. Sam muzyk stwierdził: „Virgin było dla mnie ogromnym krokiem naprzód. Tylko dlatego, że byłeś członkiem angielskiej wytwórni, prasa postrzegała cię zupełnie inaczej. Poza tym była to umowa globalna; Oznacza to, że począwszy od „Blackdance” moje płyty były dostępne także we Francji, USA i Japonii”.

### Lista utworów
Lista i informacje według Discogs:
Seite 1
| 1. | Ways Of Changes     | 17:50 |
|    |                     |       |
| 2. | Some Velvet Phasing | 8:30  |
|    |                     |       |
|    |                     | 26:20 |
|    |                     |       |
Seite 2
| 1. | Voices Of Syn | 22:30 |
|    |               |       |
|    |               | 22:30 |
|    |               |       |

### Informacje
- Klaus Schulze – syntezator, organy, fortepian, perkusja, trąbka [Phase], 12-strunowa gitara akustyczna, orkiestra, kompozytor, producent, miksowanie
- Ernst Walter Siemon – głos (bas)
- Urs Amann – obraz na okładce
- Helly Pohl – inzynier

### Wznowienie (2007)
Album został wydany ponownie 27 kwietnia 2007 roku nakładem Revisited Records jako CD z dodatkowymi utworami. Klaus Schulze po latach stwierdził, że nie pamięta dokładnie kiedy nagrał oba bonusowe utwory. Przypuszczał, że powstały w 1975 roku w studiu Virgin’s Manor, kiedy produkował nagrania zespołu Far East Family Band.
| 1. | Ways Of Changes           | 17:14   |
|    |                           |         |
| 2. | Some Velvet Phasing       | 8:24    |
|    |                           |         |
| 3. | Voices Of Syn             | 22:40   |
|    | Bonus tracks:             |         |
| 4. | Foreplay                  | 10:33   |
|    |                           |         |
| 5. | Synthies Have (No) Balls? | 14:42   |
|    |                           |         |
|    |                           | 1:13:33 |
|    |                           |         |
- Klaus D. Müller – producent wznowienia, zdjęcia
- Michael Schmitz – koordynator wznowienia
- Thomas Ewerhard – layout wznowienia
- Albrecht Piltz,  Markus Schurr, Matt Goodluck – autorzy tekstów w książeczce dołączonej do albumu

## Opinie krytyków
Jim Brenholts z AllMusic ocenia, że „Płyta jest bardziej klimatyczna niż większość jego [Klausa Schulzego] albumów. Daje to przyjemny urok i fajną zmianę tempa”.
Steven Wilson z Porcupine Tree uważa, że „Blackdance” jest naprawdę świetny!”.